# Cecilia Ingman
Cecilia Ingman, född 28 augusti 1976 i Bangkok, är en svensk journalist, programledare och sportkommentator på SVT Sport.

## Karriär
Ingman anställdes på SVT Sport 2005 och har tidigare bland annat varit programledare i Sveriges Radio och arbetat på Aftonbladets sportbilaga Sportbladet. Hon är programledare för Sportnytt, Sportspegeln och kommenterar även sporter som konståkning och dans för SVT. Hon har även varit programledare för Lilla Sportspegeln.

## Bakgrund
Cecilia Ingman föddes i Bangkok och adopterades till Sverige; hon växte upp i Uppsala.